# Ezio Loik
Ezio Loik (Fiume, 26 settembre 1919 – Superga, 4 maggio 1949) è stato un calciatore italiano, di ruolo mezzala destra.

## Biografia
Ezio Loik era nato in una famiglia proletaria. Il padre Amleto era operaio nell'industria bellica, in cui si occupava di assemblare siluri al Silurificio Whitehead di Fiume. Loik aveva due fratelli: Egeo, morto sul finire della Seconda Guerra Mondiale mentre era in servizio con la Guardia Nazionale Repubblicana, ed Ervino, insieme al quale aveva giocato nella Fiumana. Morí nel 1949 nella Tragedia di Superga..

## Caratteristiche tecniche
Mezzala destra di gran movimento, era generoso e dotato di una spiccata resistenza fisica. Ezio aveva polmoni per tutti, soprattutto per Valentino Mazzola, suo compagno di squadra prima a Venezia e poi a Torino; sapeva costruire manovre pregevoli. Lo chiamavano Elefante per il suo procedere lento e possente; per i tifosi lagunari era "l'uomo dei gol impossibili".

## Carriera

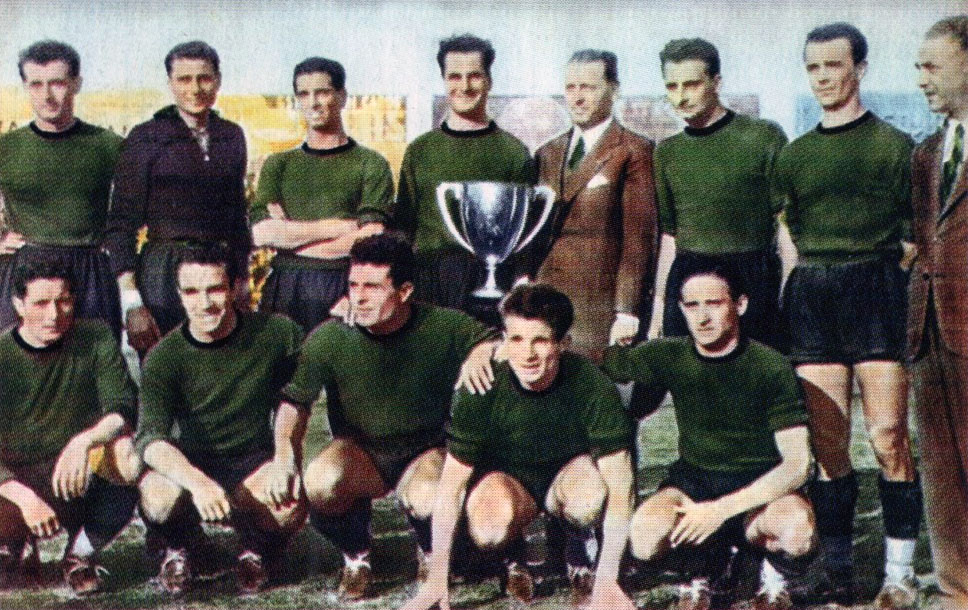
Loik (accosciato, secondo da sinistra) nel della stagione 1940-1941, vittorioso in Coppa Italia.

Nato nell'allora Reggenza italiana del Carnaro, nell'odierna Repubblica di Croazia (dal 1924 al 1947 parte dell'Italia), proveniente dal Leonida Fiume, esordì diciassettenne con la divisa della Fiumana nella stagione 1936-1937 disputando, giovanissimo, 41 gare in Serie C e siglando 12 reti. Trasferitosi al Milan, dopo tre convincenti stagioni coi rossoneri arrivò nel 1940 al Venezia dove, formando una temibile «coppia d'assi» con Valentino Mazzola, nel successivo biennio contribuì a portare il club neroverde ai suoi apici, ottenendo un terzo posto in Serie A nel 1941-1942 e vincendo, l'anno prima, la Coppa Italia.
Approdò poi al Torino insieme allo stesso Mazzola, acquistati dal presidente Ferruccio Novo per la cifra di un milione e duecentomila lire oltre a due contropartite tecniche (Mezzadra e Petron). Con quello che diverrà il Grande Torino, nel corso degli anni quaranta conquistò cinque scudetti e un'altra coppa nazionale, prima di perire coi compagni di squadra nella tragedia di Superga. Con 70 gol totali in maglia granata, si trova all'12º posto della classifica dei marcatori del club piemontese, dietro a Rolando Bianchi (77).
Loik è stato sepolto a Torino, presso il cimitero monumentale.

## Statistiche

### Cronologia presenze e reti in nazionale
| Cronologia completa delle presenze e delle reti in nazionale ― Italia | Cronologia completa delle presenze e delle reti in nazionale ― Italia | Cronologia completa delle presenze e delle reti in nazionale ― Italia | Cronologia completa delle presenze e delle reti in nazionale ― Italia | Cronologia completa delle presenze e delle reti in nazionale ― Italia | Cronologia completa delle presenze e delle reti in nazionale ― Italia | Cronologia completa delle presenze e delle reti in nazionale ― Italia | Cronologia completa delle presenze e delle reti in nazionale ― Italia |
| Data                                                                  | Città                                                                 | In casa                                                               | Risultato                                                             | Ospiti                                                                | Competizione                                                          | Reti                                                                  | Note                                                                  |
| --------------------------------------------------------------------- | --------------------------------------------------------------------- | --------------------------------------------------------------------- | --------------------------------------------------------------------- | --------------------------------------------------------------------- | --------------------------------------------------------------------- | --------------------------------------------------------------------- | --------------------------------------------------------------------- |
| 5-4-1942                                                              | Genova                                                                | Italia                                                                | 4 – 0                                                                 | Croazia                                                               | Amichevole                                                            | -                                                                     |                                                                       |
| 19-4-1942                                                             | Milano                                                                | Italia                                                                | 4 – 0                                                                 | Spagna                                                                | Amichevole                                                            | 1                                                                     |                                                                       |
| 11-11-1945                                                            | Zurigo                                                                | Svizzera                                                              | 4 – 4                                                                 | Italia                                                                | Amichevole                                                            | 1                                                                     |                                                                       |
| 27-4-1947                                                             | Firenze                                                               | Italia                                                                | 5 – 2                                                                 | Svizzera                                                              | Amichevole                                                            | 1                                                                     |                                                                       |
| 11-5-1947                                                             | Torino                                                                | Italia                                                                | 3 – 2                                                                 | Ungheria                                                              | Amichevole                                                            | 1                                                                     |                                                                       |
| 14-12-1947                                                            | Bari                                                                  | Italia                                                                | 3 – 1                                                                 | Cecoslovacchia                                                        | Amichevole                                                            | -                                                                     |                                                                       |
| 4-4-1948                                                              | Parigi                                                                | Francia                                                               | 1 – 3                                                                 | Italia                                                                | Amichevole                                                            | -                                                                     |                                                                       |
| 16-5-1948                                                             | Torino                                                                | Italia                                                                | 0 – 4                                                                 | Inghilterra                                                           | Amichevole                                                            | -                                                                     |                                                                       |
| 27-2-1949                                                             | Genova                                                                | Italia                                                                | 4 – 1                                                                 | Portogallo                                                            | Amichevole                                                            | -                                                                     |                                                                       |
| Totale                                                                |                                                                       | Presenze                                                              | 9                                                                     |                                                                       | Reti                                                                  | 4                                                                     |                                                                       |

## Palmarès
- Campionato italiano: 5

Torino: 1942-1943, 1945-1946, 1946-1947, 1947-1948, 1948-1949
- Coppa Italia: 2

Venezia: 1940-1941
Torino: 1942-1943